# Distrito de Querecotillo
El distrito de Querecotillo es uno de los ocho distritos que conforman la provincia de Sullana ubicada en el departamento de Piura en la costa norte del Perú. Limita por el norte con el distrito de Lancones; por el sur con el  distrito de Salitral; por el este con el distrito de Marcavelica; y por el oeste con el río Chira.
Desde el punto de vista jerárquico de la Iglesia católica, forma parte de la Arquidiócesis de Piura.

## Historia
Según el historiador y geógrafo Félix Paz Soldán, Querecotillo se deriva de la palabra quechua QUEROCOTO, cuya vocablo descompuesto en QUERO, quiere decir madera o viga, y COTO, que significa montón o frondoso; Querecotillo ha sido famoso por su gran bosque lleno de algarrobos, árbol que identifica al departamento de Piura.
Otras fuentes señalan que la región cuando fue conquistada por los españoles, se le llamaba KERUCO QUILLA, palabra que tiene por acepción “árboles para la Luna”. KERU en quechua significa árbol, COT es la conjunción para, y QUILLA significa luna. A los españoles se les hacía difícil su pronunciación, lo que derivó en Querecotillo; antes y después de la Independencia al poblado y en general a toda esta región se le llamaba Querecotillo, como consta en los libros de aquella época y es así como se le llama en la actualidad.
Su antigüedad se remonta a la Pre-Incaica, perteneció a la cultura Tallán, cuyo régimen de gobierno era el matriarcado, siendo las Capullanas las jefas de la tribu. Perteneció luego a la cultura Chimú (Cacicazgo del Chira), que fue conquista luego por el Inca Pachacutec, llegando así a formar parte del Gran Imperio de los Incas.
Al llegar Francisco Pizarro a Tumbes a emprender la conquista del Perú, en su tercer viaje, entra a lo que es hoy el departamento de Piura, por un sitio llamado Los Encuentros, en lo que es hoy el distrito de Lancones, de allí pasaron a Poechos, y siguiendo la ruta del río Chira, llamado en aquel entonces Turicarami o Turicaca, llegan al poblado de Querecotillo, que según el cronista e historiador Pedro Cieza de León, era el sitio más poblado en el valle del Chira, encontrando una floreciente agricultura. Pizarro estableció aquí su Cuartel General. Después el 22 o 23 de septiembre de 1532 se dirigió a Tangarará, donde se funda la primera ciudad española con el nombre de San Miguel.
En 1821, el Libertador José de San Martín mediante Reglamento Provisional considera como distrito a las doctrinas existentes, dentro de las cuales se encontraba Querecotillo. Se considera que el distrito fue creado a inicios de la República mediante Decreto del 21 de junio de 1825, en el gobierno del Libertador Simón Bolívar.

## Geografía
Tiene una superficie de 270,08 km².

## Población
Cuenta con 29 000 habitantes de población.

## Autoridades

### Municipales
- 2015-2018[2]
  - Alcalde: Santos Ramón Silupu Ruiz, Movimiento Regional Seguridad y Prosperidad (SyP).
  - Regidores: Jorge Luis Castillo Mendoza (SyP), Joselyn Lizeth Correa Vivanco (SyP), César Mauricio Atoche Gutiérrez (SyP), Mario Socola Carreño (SyP), Marioli Cortez Vásquez (SyP), María Esperanza Abad Ruiz (Somos Perú), José Arbel Berrú Navarro (Unión Democrática del Norte).
- 2011-2014[3]
  - Alcalde: Jorge Carlos Irazábal Álamo,  Movimiento de Desarrollo Local (MDL).[4]
  - Regidores: José Arbel Berru Navarro (MDL), César Augusto Peña Gonzales (MDL), Norma Emperatriz Padilla Veintimilla (MDL), Marleny Del Pilar Navarro Gutiérrez (MDL), Juan Manuel Cevallos Cruz (Unidos Construendo APRA).
- 2007-2010
  - Alcalde: Jorge Carlos Irazábal Álamo, Movimiento de Desarrollo Local.

### Policiales
- Comisaría de Querecotillo
  - Comisario: Teniente PNP Palacios Chumbe Zosimo..[5]

### Religiosas
- Parroquia San Francisco Javier
  - Párroco: Pbro. José Chero More